# Stefano Mingardo
Stefano Mingardo, noto anche come Mike Miller (Milano, 21 giugno 1959 – Milano, 9 novembre 2014), è stato un attore e giocatore di football americano italiano.

## Biografia

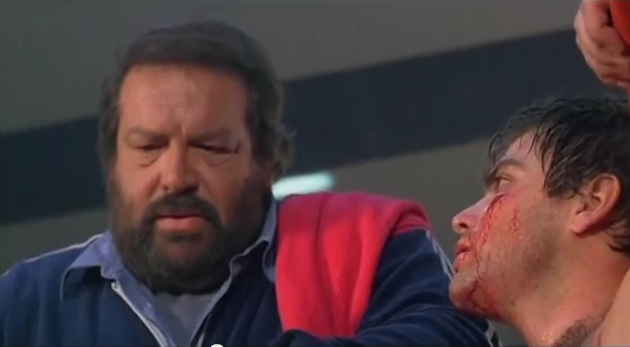
Stefano Mingardo (a destra) insieme a Bud Spencer nel film Bomber (1982) di Michele Lupo

Dopo aver giocato a football americano da difensore nella squadra dei Black Devils (oggi Rams Milano), guadagnandosi il soprannome di Animal, divenne noto nei primi anni ottanta interpretando, per il regista Michele Lupo, il pugile Giorgione nel film Bomber (1982), con lo pseudonimo Mike Miller. È noto anche per il ruolo del toy boy Manolo in Mani di fata di Steno, unico film girato venendo accreditato con il suo nome reale. Negli anni novanta diventa padre di due figlie, Margherita (1993) e Sofia (1996), divenute entrambe istruttrici di sci. Muore nel 2014 a soli 55 anni a Milano, dopo una breve malattia, e viene sepolto nella tomba familiare al cimitero maggiore di Milano.

## Filmografia
- Bomber, regia di Michele Lupo (1982)
- I predatori di Atlantide, regia di Ruggero Deodato (1983)
- Mani di fata, regia di Steno (1983)
- Blastfighter, regia di Lamberto Bava (1984)
- Shark - Rosso nell'oceano, regia di Lamberto Bava (1984)